# Canistrum improcerum
Espèce
Canistrum improcerum est une espèce de plantes tropicales de la famille des Bromeliaceae, endémique du Brésil et décrite en 2007.

## Distribution
L'espèce est endémique de l'État d'Alagoas au nord-est du Brésil.

## Description
L'espèce est épiphyte.